# MRPS17
MRPS17 (англ. Mitochondrial ribosomal protein S17) – білок, який кодується однойменним геном, розташованим у людей на короткому плечі 7-ї хромосоми. Довжина поліпептидного ланцюга білка становить 130 амінокислот, а молекулярна маса — 14 502.
| 10         |  | 20         |  | 30         |  | 40         |  | 50         |
| ---------- |  | ---------- |  | ---------- |  | ---------- |  | ---------- |
| MSVVRSSVHA |  | RWIVGKVIGT |  | KMQKTAKVRV |  | TRLVLDPYLL |  | KYFNKRKTYF |
| AHDALQQCTV |  | GDIVLLRALP |  | VPRAKHVKHE |  | LAEIVFKVGK |  | VIDPVTGKPC |
| AGTTYLESPL |  | SSETTQLSKN |  | LEELNISSAQ |  |            |  |            |

A: Аланін

C: Цистеїн

D: Аспарагінова кислота

E: Глутамінова кислота

F: Фенілаланін

G: Гліцин

H: Гістидин

I: Ізолейцин

K: Лізин

L: Лейцин

M: Метіонін

N: Аспарагін

P: Пролін

Q: Глутамін

R: Аргінін

S: Серин

T: Треонін

V: Валін

W: Триптофан

Кодований геном білок за функціями належить до рибонуклеопротеїнів, рибосомних білків. 
Білок має сайт для зв'язування з РНК, рРНК. 
Локалізований у мітохондрії.